# Кизил (ријека)
Кизил (тур. Kızılırmak, „Црвена ријека"; грч. Άλυς, ријека Халис) је најдужа ријека у Турској. Представља извор енергије за хидроелектране и не користи се за пловидбу.

## Историја
Хетити су ову ријеку називали Марасантиј. Представљала је границу земље Хати, средишта Хетитског царства. У класичној антици је представљала границу Мале и остатка Азије. Позната је као мјесто на коме су се одвијала Битка Помрачења 28. маја 585. п. н. е., Служила је као граница Лидије и Медије све док је лидијски краљ Крез прешао како би напао Кира Великог године 547. п. н. е. Након тога је поражен, па се Персија проширила до Егејског мора.